# Tullebølle Sogn
Tullebølle Sogn ist eine Kirchspielsgemeinde (dän.: Sogn)
auf der Insel Langeland im Großen Belt im südlichen Dänemark.
Bis 1970 gehörte sie zur Harde Langelands Nørre Herred im damaligen Svendborg Amt, danach zur Tranekær Kommune im
Fyns Amt, die im Zuge der  Kommunalreform zum 1. Januar 2007 in der
Langeland Kommune in der Region Syddanmark aufgegangen ist.
Im Kirchspiel leben 1074 Einwohner, davon 777 im Kirchdorf (Stand: 1. Januar 2023).
Im Kirchspiel liegt die Kirche „Tullebølle Kirke“.
Nachbargemeinden sind im Norden Tranekær Sogn, im Süden Longelse Sogn und im Südwesten Simmerbølle Sogn.